# Gornergrat
Gornergrat (3135 m) je skalnat greben Peninskih Alp, ki gleda na ledenik Gorner jugovzhodno od Zermatta v Švici. Iz Zermatta se lahko pripelje z zobato železnico Gornergrat (GGB), ki je najvišja odprta železnica v Evropi. Med železniško postajo Gornergrat (3090 m) in vrhom je hotel Kulm (3120 m). V poznih 1960-ih sta bila v dveh stolpih Kulm hotela Gornergrat nameščena dva astronomska observatorija. Projekt Stellarium Gornergrat gosti južni observatorij Gornergrat.

## Pregled
Leži približno tri kilometre vzhodno od Zermatta v švicarskem kantonu Valais. Gornergrat leži med ledenikoma Gornergletscher in Findelgletscher in ponuja razgled na več kot 20 štiritisočakov, od katerih so najvišji Dufourspitze (masiv Monte Rosa), Liskamm, Matterhorn, Dom in Weisshorn.
To je zadnja postaja vlaka Gornergrat, odprtega leta 1898, ki se povzpne skoraj 1500 m skozi Riffelalp in Riffelberg. Na končni postaji na jugozahodni konici grebena je hotel. Postaja je del smučišča Zermatt. Od leta 1958 do 2007 je bila žičnica od Gornergrata čez Hohtälli (3275 m) do Stockhorna (3405 m), do izgradnje žičnice Klein Matterhorn, najvišja gorska postaja v Zermattu. Na zahodni strani grebena Gorner, v bližini železniške postaje Rotenboden, je vrh Riffelhorn (2928 m).

## Zgodovina
Turizem se je začel razvijati že v 1870-ih. Nekdanji hotel Belvédère je bil odprt leta 1896. Gornergratbahn je bila odprta leta 1898 in je prva popolnoma elektrificirana zobata železnica v Švici. Posledično se je tok turistov hitro povečal. Zermatt je zelo hitro prepoznal pomen Gornergrata kot turistične destinacije. Zato so v letih od 1897 do 1907 zgradili hotel Kulm, ki je tam še danes.
Leta 1904 so Bruno Wehrli in njegovi bratje izdelali tisto, kar je bila takrat največja krajinska fotografija na svetu za razstavo Louisiana Purchase Exposition. Ta je prikazoval panoramo Gornergrata in je bil dolg 20,50 metra ter visok 2,25 metra. Fotografije so bile izpostavljene na ploščah velikosti 18 cm X 24 cm in kopirane na papir s srebrovim bromidom. Plošče in srebrobromidni papir je dobavilo podjetje "J. H.Smith & Co." narejeno iz Züricha.
Zaradi različnih nevarnosti je bilo sprva možno le poletno obratovanje Gornergratbahna. Leta 1928 je do Riffelalpa pozimi prvič popeljala železnica, kar je omogočilo prvo zimsko športno sezono v Zermattu. Postopoma je bila celotna pot prezimljena, tako da je bilo leta 1942 prvič možno potovati do končne postaje na Gornergratu pozimi. Le osem let pozneje je bila obratovalna frekvenca pozimi večja kot poleti. Zaradi vedno večjega števila obiskovalcev so širili tudi železnico. Danes je čas potovanja do Gornergrata le 33 minut.

## Raziskovalna postaja
V poznih 1960-ih sta bila na dveh stolpih gorskega hotela zgrajena dva astronomska observatorija HFSJG (Hochalpine Forschungsstationen Jungfraujoch und Gornergrat). Severni observatorij Gornergrat je do leta 2005 hranil 1,5-metrski infrardeči teleskop (TIRGO), južni observatorij Gornergrat pa je do sredine leta 2010 hranil 3-metrski radijski teleskop (KOSMA). Južni observatorij Gornergrat je danes na voljo šolarjem, študentom, obiskovalcem Gornergrata in javnosti prek projekta Stellarium Gornergrat. Observatorij je bil zasnovan tako, da je opazovanje mogoče nadzorovati na kraju samem ali na daljavo preko interneta. Postaja omogoča tako astronomska opazovanja kot tudi izobraževalne programe. Od leta 1998 do 2017 je Univerza v Bernu v sodelovanju z Laboratorijem za sončno zemeljsko okolje Univerze v Nagoji upravljala laboratorijski kontejner za merjenje sončnih nevtronov, ki je predstavljal evropski temelj svetovne mreže tovrstnih merilnih postaj.

## Galerija
- Matterhorn, pogled z železniške postaje Gornergrat in od leve proti desni Klein Matterhorn, Breithorn, danes nepovezani Spodnji ledenik Theodul, Zgornji ledenik Theodul (junij 2006).
- Železniška postaja Gornergrat.
- Od Schwarzseeja (2552 m) gledano proti vzhodu: najprej Riffelhorn, nato Gornergrat (s stavbami) in Hohtälli čisto na levi.
- Pogled na ledenik Gorner spredaj, masiv Monte Rosa na sredini in glavni pritok ledenika Gorner, Grenzgletscher na njegovi desni ter impresiven Liskamm na švicarsko-italijanski meji, gledano z Gornergrata (september 2007).